# Activiteitsgebied

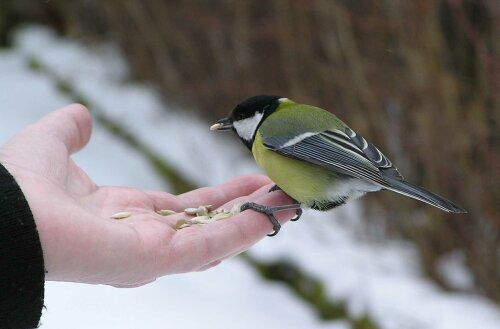
Koolmees in de winter

Een activiteitsgebied is een gebied waar dieren (bijvoorbeeld een vogelpaar) hun dagelijkse activiteiten uitvoeren zonder dat het gebied verdedigd wordt tegen soortgenoten. Het verschil met een territorium is dat een dier in zijn territorium geen soortgenoten (of geen soortgenoten van hetzelfde geslacht) accepteert.
Een activiteitsgebied van een zanglijster is bijvoorbeeld:
- Niet duidelijk afgebakend. Het is voor te stellen als een gebroken lijn op de kaart. Zij en hun buren vliegen er rustig overheen.
- Overlappend. Activiteitsgebieden van meerdere zanglijsters overlappen elkaar.

Andere voorbeelden van vogels met een activiteitsgebied zijn:
- Wespendief
- Koolmees 's winters.
- Ekster, de leden van de "tienergroep".